# یک بیانیه انسان‌گرای سکولار
بیانیه‌ی یک انسان‌گرای سکولار یا بیانیه اومانیستی سکولار، بیانیه‌ای در حمایت از انسان‌گرایی سکولار دمکراتیک است. این سند در سال ۱۹۸۰ توسط شورای انسان‌گرایی سکولار صادر شده‌است. بیانیه توسط پاول کورتز گردآوری شده، و تا حد زیادی مشابه محتوای مانیفست اومانیست ۲ از انجمن انسان‌گرای آمریکایی است، که توسط اودین اچ. ویلسون نوشته شده بود. ویلسون و کورتز، هر دو ویراستار THE HUMANIST بوده‌اند، و کورتز در ۱۹۷۹ آن را ترک کرده، به دنبال راه‌اندازی جنبش خود رفت. این بیانیه سرآغاز این فعالیت کورتز بود.

## فهرست مطالب
1. تحقیق آزاد
2. جدایی دین و سیاست
3. ایده آزادی
4. اخلاقیات بر پایه هوش انتقادی
5. آموزش اخلاق
6. شک‌گرایی دینی
7. خردگرایی
8. علم و فناوری
9. فرگشت
10. آموزش

## چند تن از امضاکنندگان
- آیزاک آسیموف (نویسنده علمی تخیلی)
- فرانسیس کریک (برنده جایزه نوبل)
- آلبرت الیس (رئیس بنیاد درمانی احساسی خردگرا)
- پاول کورتز (استاد فلسفه دانشگاه نیویورک، بوفالو)
- ویلارد کواین (استاد فلسفه دانشگاه هاروارد)
- بی‌اف اسکینر (استاد امریتوس روان‌شناسی، هاروارد)